# Diritto d'amare (film 1988)
Diritto d'amare (The Good Mother) è un film drammatico del 1988 diretto da Leonard Nimoy, con Diane Keaton e Liam Neeson protagonisti.

## Trama
Anna Dunlap si è appena separata dal marito Brian, il quale commetteva adulterio con una sua impiegata. Anna si riprende subito dal trauma poiché si innamora di Leo Cutter, un uomo irlandese molto attraente, con il quale stabilisce subito un bellissimo rapporto in campo sessuale e affettivo. Leo un giorno decide di trasferirsi a casa di Anna e della figlia di sei anni, Molly, la quale si affeziona molto presto all'uomo. Durante le vacanze con il padre, però, la bambina gli rivela candidamente che un giorno, scorto Leo sotto la doccia, lei aveva guardato e toccato i suoi genitali. Brian chiama in causa la moglie, non solo chiedendo il divorzio ma anche l'affidamento della figlia. L'avvocato Muth persuade Anna, la quale sola linea di difesa è dichiarare che lei e l'amante hanno commesso uno sbaglio. Durante il dibattito viene a galla che una volta Molly, insonnolita, si fosse infilata nel letto dei due, impegnati nel fare sesso. La condanna di Muth parla chiaro: ad Anna, la quale decide di non voler vedere più Leo, viene tolta la piccola, che potrà vedere solo in date prefissate a casa dei nonni, cosa che non avverrà mai. In poco tempo quindi Anna dalla felicità cade in una depressione interminabile.